# Rocquefort
Rocquefort là một xã thuộc tỉnh Seine-Maritime trong vùng Normandie miền bắc nước Pháp.

### Huy hiệu
| Arms of Rocquefort | The arms of Rocquefort are blazoned: Or, 2 hammers and a lion gules, and on a chief indented azure, a comet argent. |

## Dân số
| 1962                                 | 1968 | 1975 | 1982 | 1990 | 1999 | 2006 |
| ------------------------------------ | ---- | ---- | ---- | ---- | ---- | ---- |
| 234                                  | 240  | 209  | 227  | 25 0 | 270  | 312  |
| Từ năm 1962: Dân số không tính trùng |      |      |      |      |      |      |